# Kiss datte hidarikiki
„Kiss datte hidarikiki” (jap. キスだって左利き Kisu datte hidarikiki) – dziesiąty singel japońskiego zespołu SKE48, wydany w Japonii 19 września 2012 roku przez avex trax.
Singel został wydany w siedmiu edycjach: trzech regularnych i trzech limitowanych (Type A, Type B, Type C) oraz „teatralnej” (CD). Osiągnął 1 pozycję w rankingu Oricon i pozostał na liście przez 20 tygodni, sprzedał się w nakładzie 598 011 egzemplarzy. Singel zdobył status podwójnej platynowej płyty.

## Lista utworów
Wszystkie utwory zostały napisane przez Yasushiego Akimoto.

### Type A
| CD  | | | |      |
| Nr  | Tytuł | Kompozycja | Aranżacja | Czas |
| 1.  | „Kiss datte hidarikiki” (jap. キスだって左利き) | Yuma Kawashima | Yūsuke Itagaki | 5:00 |
| 2.  | „Taiikukan de chōshoku o” (jap. 体育館で朝食を) (wyk. Shirogumi) | Toshikazu Kadono | THE ROG | 4:07 |
| 3.  | „Kamigami no ryōiki” (jap. 神々の領域) | Eriko Yoshiki | Yūji Hamasaki | 4:13 |
| 4.  | „Kiss datte hidarikiki” (jap. キスだって左利き) (off vocal) | Yuma Kawashima | Yūsuke Itagaki | 5:00 |
| 5.  | „Taiikukan de chōshoku o” (jap. 体育館で朝食を) (off vocal) | Toshikazu Kadono | THE ROG | 4:07 |
| 6.  | „Kamigami no ryōiki” (jap. 神々の領域) (off vocal) | Eriko Yoshiki | Yūji Hamasaki | 4:13 |
| DVD | | | |      |
| Nr  | Tytuł | Tytuł | Tytuł | Czas |
| 1.  | „Kiss datte hidarikiki” (jap. キスだって左利き) (Music Video) | „Kiss datte hidarikiki” (jap. キスだって左利き) (Music Video) | „Kiss datte hidarikiki” (jap. キスだって左利き) (Music Video) |      |
| 2.  | „Taiikukan de chōshoku o” (jap. 体育館で朝食を) (Music Video) | „Taiikukan de chōshoku o” (jap. 体育館で朝食を) (Music Video) | „Taiikukan de chōshoku o” (jap. 体育館で朝食を) (Music Video) |      |
| 3.  | „Tokuten eizō 〈Gachi! Taidan -I-〉 special movie” (jap. 特典映像〈ガチ!対談-I-〉special movie) - Ogiso Shiori × Sugimoto Aya (jap. 小木曽汐莉×杉本彩) - Furukawa Airi × Ikeda Shūichi (jap. 古川愛李×池田秀一) - Matsui Jurina × Nomura Katsuya (jap. 松井珠理奈×野村克也) - Matsumura Kaori × Gushiken Yōko (jap. 松村香織×具志堅用高) - Yagami Kumi × Yamaji Tōru (jap. 矢神久美×山路徹) | „Tokuten eizō 〈Gachi! Taidan -I-〉 special movie” (jap. 特典映像〈ガチ!対談-I-〉special movie) - Ogiso Shiori × Sugimoto Aya (jap. 小木曽汐莉×杉本彩) - Furukawa Airi × Ikeda Shūichi (jap. 古川愛李×池田秀一) - Matsui Jurina × Nomura Katsuya (jap. 松井珠理奈×野村克也) - Matsumura Kaori × Gushiken Yōko (jap. 松村香織×具志堅用高) - Yagami Kumi × Yamaji Tōru (jap. 矢神久美×山路徹) | „Tokuten eizō 〈Gachi! Taidan -I-〉 special movie” (jap. 特典映像〈ガチ!対談-I-〉special movie) - Ogiso Shiori × Sugimoto Aya (jap. 小木曽汐莉×杉本彩) - Furukawa Airi × Ikeda Shūichi (jap. 古川愛李×池田秀一) - Matsui Jurina × Nomura Katsuya (jap. 松井珠理奈×野村克也) - Matsumura Kaori × Gushiken Yōko (jap. 松村香織×具志堅用高) - Yagami Kumi × Yamaji Tōru (jap. 矢神久美×山路徹) |      |

### Type B
| CD  | | | |      |
| Nr  | Tytuł | Kompozycja | Aranżacja | Czas |
| 1.  | „Kiss datte hidarikiki” (jap. キスだって左利き) | Yuma Kawashima | Yūsuke Itagaki | 5:00 |
| 2.  | „Tori wa aoi sora no hate o shiranai” (jap. 鳥は青い空の涯を知らない) (wyk. Akagumi) | Ikuta Machine | Ikuta Machine | 4:12 |
| 3.  | „Kamigami no ryōiki” (jap. 神々の領域) | Eriko Yoshiki | Yūji Hamasaki | 4:13 |
| 4.  | „Kiss datte hidarikiki” (jap. キスだって左利き) (off vocal) | Yuma Kawashima | Yūsuke Itagaki | 5:00 |
| 5.  | „Tori wa aoi sora no hate o shiranai” (jap. 鳥は青い空の涯を知らない) (off vocal) | Ikuta Machine | Ikuta Machine | 4:12 |
| 6.  | „Kamigami no ryōiki” (jap. 神々の領域) (off vocal) | Eriko Yoshiki | Yūji Hamasaki | 4:13 |
| DVD | | | |      |
| Nr  | Tytuł | Tytuł | Tytuł | Czas |
| 1.  | „Kiss datte hidarikiki” (jap. キスだって左利き) (Music Video) | „Kiss datte hidarikiki” (jap. キスだって左利き) (Music Video) | „Kiss datte hidarikiki” (jap. キスだって左利き) (Music Video) |      |
| 2.  | „Tori wa aoi sora no hate o shiranai” (jap. 鳥は青い空の涯を知らない) (Music Video) | „Tori wa aoi sora no hate o shiranai” (jap. 鳥は青い空の涯を知らない) (Music Video) | „Tori wa aoi sora no hate o shiranai” (jap. 鳥は青い空の涯を知らない) (Music Video) |      |
| 3.  | „Tokuten eizō 〈Gachi! Taidan -II-〉 special movie” (jap. 特典映像〈ガチ!対談-II-〉special movie) - Oya Masana × Hidaka Noriko (jap. 大矢真那×日髙のり子) - Kimoto Kanon × Fukuda Ayano (jap. 木本花音×福田彩乃) - Suga Nanako × Chiaki (jap. 菅なな子×千秋) - Hata Sawako × Ohira Takayuki (jap. 秦佐和子×大平貴之) - Matsui Rena × Honda Miyu (jap. 松井玲奈×本田望結) | „Tokuten eizō 〈Gachi! Taidan -II-〉 special movie” (jap. 特典映像〈ガチ!対談-II-〉special movie) - Oya Masana × Hidaka Noriko (jap. 大矢真那×日髙のり子) - Kimoto Kanon × Fukuda Ayano (jap. 木本花音×福田彩乃) - Suga Nanako × Chiaki (jap. 菅なな子×千秋) - Hata Sawako × Ohira Takayuki (jap. 秦佐和子×大平貴之) - Matsui Rena × Honda Miyu (jap. 松井玲奈×本田望結) | „Tokuten eizō 〈Gachi! Taidan -II-〉 special movie” (jap. 特典映像〈ガチ!対談-II-〉special movie) - Oya Masana × Hidaka Noriko (jap. 大矢真那×日髙のり子) - Kimoto Kanon × Fukuda Ayano (jap. 木本花音×福田彩乃) - Suga Nanako × Chiaki (jap. 菅なな子×千秋) - Hata Sawako × Ohira Takayuki (jap. 秦佐和子×大平貴之) - Matsui Rena × Honda Miyu (jap. 松井玲奈×本田望結) |      |

### Type C
| CD  | | | |      |
| Nr  | Tytuł | Kompozycja | Aranżacja | Czas |
| 1.  | „Kiss datte hidarikiki” (jap. キスだって左利き) | Yuma Kawashima | Yūsuke Itagaki | 5:00 |
| 2.  | „Atto iu ma no shōjo” (jap. あっという間の少女) (wyk. Kōen ganbattagumi) | Sayuri Yoshitomi | Yūichi "Masa" Nonaka | 3:56 |
| 3.  | „Kamigami no ryōiki” (jap. 神々の領域) | Eriko Yoshiki | Yūji Hamasaki | 4:13 |
| 4.  | „Kiss datte hidarikiki” (jap. キスだって左利き) (off vocal) | Yuma Kawashima | Yūsuke Itagaki | 5:00 |
| 5.  | „Atto iu ma no shōjo” (jap. あっという間の少女) (off vocal) | Sayuri Yoshitomi | Yūichi "Masa" Nonaka | 3:56 |
| 6.  | „Kamigami no ryōiki” (jap. 神々の領域) (off vocal) | Eriko Yoshiki | Yūji Hamasaki | 4:13 |
| DVD | | | |      |
| Nr  | Tytuł | Tytuł | Tytuł | Czas |
| 1.  | „Kiss datte hidarikiki” (jap. キスだって左利き) (Music Video) | „Kiss datte hidarikiki” (jap. キスだって左利き) (Music Video) | „Kiss datte hidarikiki” (jap. キスだって左利き) (Music Video) |      |
| 2.  | „Tokuten eizō 〈Gachi! Taidan -III-〉 special movie” (jap. 特典映像〈ガチ!対談-III-〉special movie) - Kizaki Yuria × Fujioka Hiroshi (jap. 木﨑ゆりあ×藤岡弘) - Suda Akari × Kusakari Tamiyo (jap. 須田亜香里×草刈民代) - Takayanagi Akane × Watanabe Masayuki (jap. 高柳明音×渡辺正行) - Nakanishi Yūka × Mitsuya Yūji (jap. 中西優香×三ツ矢雄二) - Mukaida Manatsu × Kawagoe Tatsuya (jap. 向田茉夏×川越達也) - Yakata Miki × Yoshimura Sakuji (jap. 矢方美紀×吉村作治) | „Tokuten eizō 〈Gachi! Taidan -III-〉 special movie” (jap. 特典映像〈ガチ!対談-III-〉special movie) - Kizaki Yuria × Fujioka Hiroshi (jap. 木﨑ゆりあ×藤岡弘) - Suda Akari × Kusakari Tamiyo (jap. 須田亜香里×草刈民代) - Takayanagi Akane × Watanabe Masayuki (jap. 高柳明音×渡辺正行) - Nakanishi Yūka × Mitsuya Yūji (jap. 中西優香×三ツ矢雄二) - Mukaida Manatsu × Kawagoe Tatsuya (jap. 向田茉夏×川越達也) - Yakata Miki × Yoshimura Sakuji (jap. 矢方美紀×吉村作治) | „Tokuten eizō 〈Gachi! Taidan -III-〉 special movie” (jap. 特典映像〈ガチ!対談-III-〉special movie) - Kizaki Yuria × Fujioka Hiroshi (jap. 木﨑ゆりあ×藤岡弘) - Suda Akari × Kusakari Tamiyo (jap. 須田亜香里×草刈民代) - Takayanagi Akane × Watanabe Masayuki (jap. 高柳明音×渡辺正行) - Nakanishi Yūka × Mitsuya Yūji (jap. 中西優香×三ツ矢雄二) - Mukaida Manatsu × Kawagoe Tatsuya (jap. 向田茉夏×川越達也) - Yakata Miki × Yoshimura Sakuji (jap. 矢方美紀×吉村作治) |      |

### Wer. teatralna
| CD |                                                                                      |                  |                |      |
| Nr | Tytuł                                                                                | Kompozycja       | Aranżacja      | Czas |
| 1. | „Kiss datte hidarikiki” (jap. キスだって左利き)                                      | Yuma Kawashima   | Yūsuke Itagaki | 5:00 |
| 2. | „Taiikukan de chōshoku o” (jap. 体育館で朝食を) (wyk. Shirogumi)                     | Toshikazu Kadono | THE ROG        | 4:07 |
| 3. | „Tori wa aoi sora no hate o shiranai” (jap. 鳥は青い空の涯を知らない) (wyk. Akagumi) | Ikuta Machine    | Ikuta Machine  | 4:12 |
| 4. | „SKE48 10th single medley”                                                           |                  |                |      |
| 5. | „Kiss datte hidarikiki” (jap. キスだって左利き) (off vocal)                          | Yuma Kawashima   | Yūsuke Itagaki | 5:00 |
| 6. | „Taiikukan de chōshoku o” (jap. 体育館で朝食を) (off vocal)                          | Toshikazu Kadono | THE ROG        | 4:07 |
| 7. | „Tori wa aoi sora no hate o shiranai” (jap. 鳥は青い空の涯を知らない) (off vocal)    | Ikuta Machine    | Ikuta Machine  | 4:12 |

## Skład zespołu
| „Kiss datte hidarikiki” |
| --- |
| - Team S: Masana Ōya, Yuria Kizaki, Nanako Suga, Akari Suda, Yūka Nakanishi, Jurina Matsui (środek), Rena Matsui (środek), Kumi Yagami - Team KII: Shiori Ogiso, Akane Takayanagi, Sawako Hata, Airi Furukawa, Manatsu Mukaida, Miki Yakata - Team E: Kanon Kimoto - Kenkyūsei: Kaori Matsumura |

| „Taiikukan de chōshoku o” |
| --- |
| - Team S: Mizuki Kuwabara, Kanako Hiramatsu (środek) - Team KII: Anna Ishida (środek), Rina Matsumoto, Risako Gotō, Riho Abiru, Mieko Satō, Tomoko Katō - Team E: Kyōka Isohara, Aya Shibata, Ami Kobayashi, Makiko Saitō, Mikoto Uchiyama - Kenkyūsei: Tsugumi Iwanaga, Yūna Egō, Sayaka Niidoi |

| „Kamigami no ryōiki” |
| --- |
| - Team S: Masana Ōya, Mizuki Kuwabara, Shiori Takada, Aki Deguchi, Nakanishi Yūka, Kanako Hiramatsu, Jurina Matsui (środek), Rena Matsui, Kumi Yagami - Team KII: Seira Satō, Mieko Satō |

| „Tori wa aoi sora no hate o shiranai” |
| --- |
| - Team S: Rumi Katō, Yukiko Kinoshita (środek), Shiori Takada, Aki Deguchi, Momona Kitō - Team KII: Seira Satō, Shiori Iguchi - Team E: Kasumi Ueno, Madoka Umemoto, Shiori Kaneko (środek), Mai Takeuchi, Minami Hara, Yukari Yamashita, Nao Furuhata - Kenkyūsei: Mitsuki Fujimoto, Emiri Kobayashi |

| „Atto iu ma no shōjo” |
| --- |
| - Team KII: Ririna Akaeda, Reika Yamada - Team E: Mei Sakai, Yumana Takagi, Rika Tsuzuki - Kenkyūsei: Narumi Ichino, Asana Inuzuka, Arisa Owaki, Risa Ogino, Miki Hioki, Haruka Futamura, Honoka Mizuno, Ami Miyamae, Mizuho Yamada |

## Notowania
| Lista                             | Pozycja |
| --------------------------------- | ------- |
| Oricon Weekly Singles Chart       | 1       |
| Oricon Yearly Singles Chart       | 9       |
| Billboard Japan Hot 100           | 1       |
| Billboard Japan Hot Singles Sales | 1       |

## Inne wersje
- Indonezyjska grupa JKT48, wydała własną wersję tytułowej piosenki na ósmym singlu Kaze wa Fuiteiru w 2014 roku.